# Sin Pijama
"Sin Pijama" é uma música da cantora americana Becky G e da cantora dominicana Natti Natasha. Foi escrito pelas duas interpretes. Foi produzido por Daddy Yankee, Gaby Music, Mau y Ricky, Jon Leone, e Camilo Echeverry. A música e seu videoclipe foram lançados pela Sony Music Latin em 20 de abril de 2018. Tornou-se o terceiro top 10 de G e Natasha no Hot Latin Songs e alcançou o número um na Bolívia, Chile, El Salvador e Espanha bem como os 10 primeiros da Guatemala, Honduras, Nicarágua, Peru e Uruguai. "Sin Pijama" recebeu uma certificação de platina latina nos EUA e superou os 100 milhões de visualizações no  YouTube/Vevo dentro de três semanas após seu lançamento.

## Composição e gravação
"Sin Pijama" foi escrito por Becky G e Natti Natasha. Foi produzido por Daddy Yankee, Gaby Music, Mau y Ricky, Jon Leone, e Camilo Echeverry. G escreveu a música pela primeira vez durante uma sessão de composição com Mau y Ricky cerca de dois anos antes de seu lançamento. Segundo ela, ela teve que continuar lutando com sua gravadora para lançar "Sin Pijama", aprovação que ela só conseguiu após sugerir a participação de Natasha na faixa. Em uma entrevista com Natasha para o Vevo, Gomez lembrou: "Quando ouvi dizer que você amava a música e que queria fazer suas coisas, fiquei tipo aliviada: 'Ela entende. Perfeito!" Ela descreveu o envolvimento consecutivo de Yankee, Gaby Music e Natasha como as peças do quebra-cabeça que faltavam. Com "Sin Pijama", G queria continuar a abordar o tema do empoderamento feminino presente em seu single de 2017, "Mayores". Em relação à música, Natasha disse: "As mulheres se conectam com as músicas mais sensuais porque querem se ver retratadas na música como realmente se sentem". G confessou que a música originalmente iria contar com Karol G, Leslie Grace e Lali, acrescentando: "Há mais mulheres no espaço da música latina agora, e tenho orgulho de chamá-las de minhas amigas".

## Música e letra

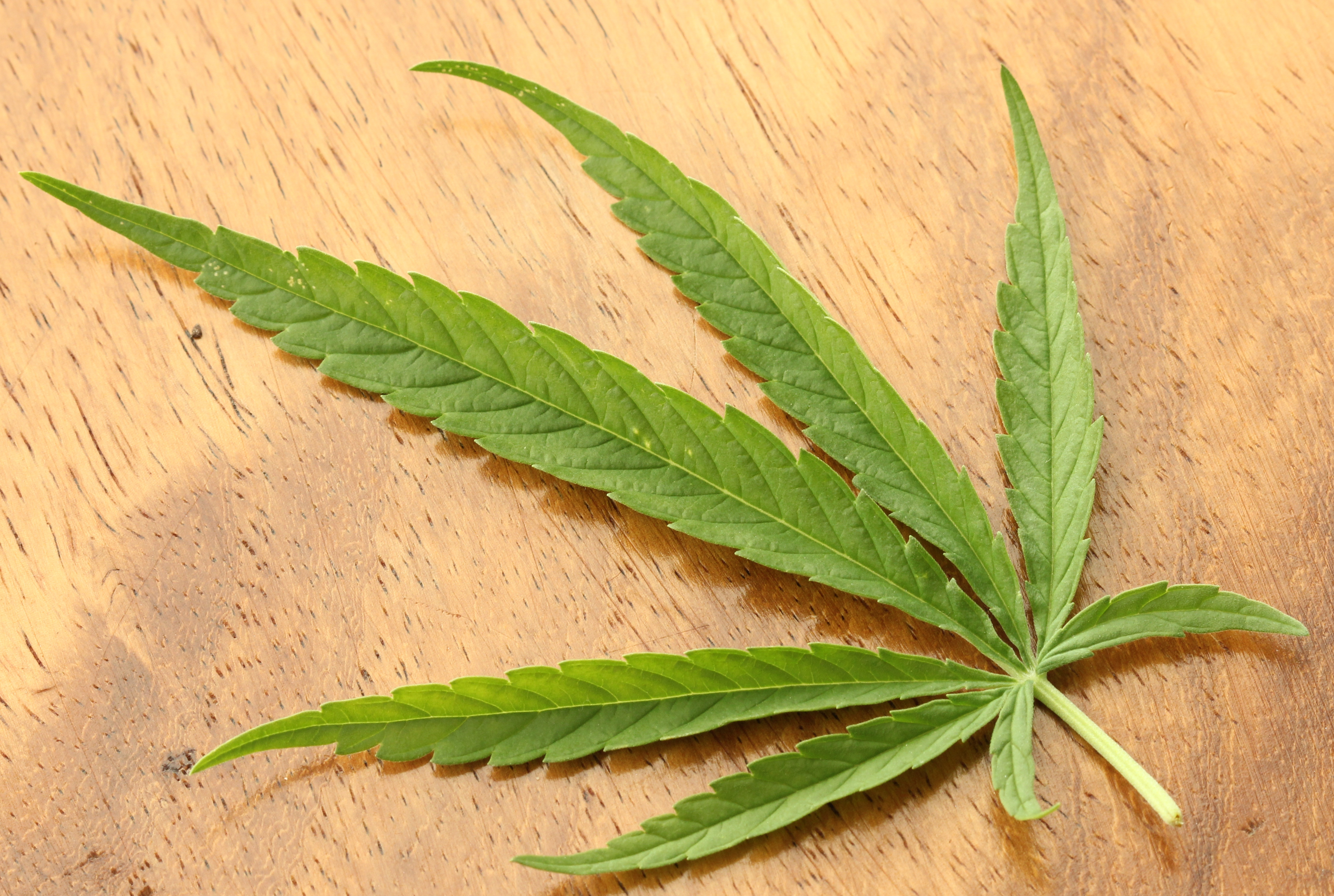
A música faz referências ao consumo de Cannabis (foto).

"Sin Pijama" é uma música que pertence ao gênero reggaeton com uma duração de três minutos e oito segundos. Tem influências da música urbana e música latina, e é descrito por G como mais reggaeton do que "Mayores". As letras discutem o desejo sexual, no qual as cantoras cantam sobre não conseguir dormir com seu amantes porque um deles deixou o pijama em casa. Inclui referências ao consumo de Cannabis. A cantora disse que a letra detalha "a grande fantasia dos homens" para saber o que acontece entre as mulheres durante uma festa do pijama. Ela considera "Sin Pijama" um estímulo para as mulheres explorarem sua sexualidade, um tema que ela acredita ser incomum e deve ser aceito, especificamente na música latina.
Segundo Telemundo, a letra causou polêmica por seus temas explícitos aos quais Becky G respondeu em uma entrevista para o programa Suelta la Sopa, dizendo: "Sou mulher; tenho 21 anos e não sou pai de seus filhos. Se você não quer que sua filha ou seu filho ouçam minha música, a decisão é sua e eu a respeito totalmente, mas se você deixar sua filha ou seu filho ouvir Maluma, Bad Bunny ou Ozuna porque são homens, esse é o problema. Há tantas coisas que não consigo entender. Isso me deixa muito triste". A Cantora espanhola Beatriz Luengo criticou a mensagem feminista pretendida da música e alegou que, em vez disso, falava em sexualidade apenas para agradar aos homens, citando-a como "homens escrevendo o que gostariam que as mulheres dissessem".

## Análise da crítica
"Sin Pijama" recebeu críticas positivas de críticos de música após o lançamento. Suzette Fernandez, da revista Billboard, disse que prova "as mulheres estão assumindo o controle da música latina" e "também podem dominar o gênero urbano". Ela considerou a música "um hino do poder feminino". Para a revista Hoy, Sergio Burstein considerou sua "dupla entre duas famosas damas no ritmo do reggaeton" como a primeira da música latina e escreveu, em vez de incentivar o feminismo na cultura, usa o sexo na publicidade para mostrar que "as garotas só querem diverta-se". Da mesma forma, Bárbara Figueroa González, da revista Ronda acreditava que "Sin Pijama" marcou "um grande passo para as mulheres no gênero urbano". La República chamou a faixa de "cativante", enquanto Clarín a considerou "um hit sensual, provocador e cativante". David Villafranca, da EFE, escreveu: "Com um ritmo e um ar sexy que se assemelham diretamente a ela com 'Mayores', 'Sin Pijama' permitiu a Becky G expandir sua lista de colaborações". Mike Wass, do Idolator, achou a música "sexy" e disse que Becky G "foi de força em força".

## Videoclipe

### Gravação
O videoclipe de "Sin Pijama" foi dirigido pelo diretor venezuelano Daniel Duran as gravações ocorreram em Nova Iorque e duraram um dia. Gomez surgiu com o conceito de vídeo quase um ano antes de enviá-lo para Duran em uma nota para celular em janeiro de 2018 e revelou que "foi preciso muita luta" para que isso acontecesse. Embora ela tivesse uma ideia diferente para o final do vídeo, Gomez disse que era sua parte favorita porque representava a realidade e não queria que a sexualidade fosse a única coisa com a qual o clipe estivesse associado. A cantora conheceu Natasha pela primeira vez durante as gravações do videoclipe, mas achou que elas tinham uma "química instantânea". Em sua nota de sinopse, ela queria que as roupas usadas se parecessem com a da Victoria's Secret. O vídeo inclui uma participação especial do cantor americano Prince Royce. Ele estreou no canal Vevo de G às 00:00 de 20 de abril de 2018.

### Sinopse

Cena do videoclipe da canção, no qual as duas cantoras aparecem em trajes brancos e pretos.

O vídeo começa com Royce e uma amiga em um estúdio de gravação, onde eles conversam sobre convidar G e suas amigas para se juntarem a eles. Royce entra em contato com G pelo FaceTime que não responde e depois vê no Twitter que elas estão tendo uma noite de garotas e começa a imaginar como está sendo a noite. A sequência da música e dos sonhos começa com G e Natasha entrando em uma luxuosa festa na mansão em vestidos brancos e pretos contrastantes. As cenas seguintes acontecem em torno da mansão, no qual as cantoras aparecem usando várias roupas de lingerie, peles artificiais e jóias. as cantoras são vistos bebendo champanhe, deitados na cama, jogando sinuca e participando de uma sessão de fotos e uma luta de almofadas. Em uma reviravolta na história, elas são mostradas tendo uma festa do pijama com máscaras faciais, comendo pipoca antes de G receber um FaceTime de Royce para sua alegria.ref name="Los40"/> Segundo ela, essa cena é um alívio cômico e um reflexo do que realmente acontece nas festas do pijama de meninas.

### Recepção
O videoclipe foi bem recebido pela maioria dos críticos. Escrevendo para o La Nación, Felipe Gerjado considerou "grande sensualidade", enquanto a revista Maxim o considerou "sensual". La Opinión chamou o vídeo de "o momento mais ousado da carreira de Becky G". Da mesma forma, El Heraldo descreveu o visual como "renda, lingerie e muita pele", observando que as cantoras "mostram seu lado mais ousado". Sergio Burstein, da Hoy, opinou que tinha "conotações óbvias de homossexualidade". E! Online Latino disse: "Becky G segue seu instinto pessoal e triunfa". Por outro lado, Alberto Murcia, do Los 40, acreditava que o conceito de sonho deveria ter sido excluído, questionando se "a única maneira de uma mulher viver sua sexualidade é dentro da fantasia de um homem?".
O vídeo ultrapassou 100 milhões de visualizações no YouTube/Vevo em 9 de maio de 2018 (menos de três semanas após a estreia). Foi o vídeo mais assistido do YouTube na Colômbia em abril de 2018, de acordo com o National-Report, e alcançou o número dois na parada de músicas do YouTube nos EUA publicada pela Billboard. O videoclipe alcançou um bilhão de visualizações em outubro de 2018 e recebeu mais de 1,6 bilhão de visualizações no YouTube em novembro de 2019. Foi o videoclipe mais assistido por uma artista feminina em seu ano de lançamento.

## Apresentações ao vivo
Becky G e Natti Natasha apresentaram "Sin Pijama" juntos pela primeira vez no MTV Millennial Awards em 3 de junho de 2018. A dupla tocou a música novamente no Premios Juventud de 2018 em 22 de julho de 2018.

## Equipe
- Daddy Yankee – produção
- Gaby Music – produção, engenharia de mixagem, engenharia de gravação
- Mau y Ricky – co-produção, produção vocal
- Jon Leone – co-produção, produção vocal
- Camilo Echeverry – co-produção, produção vocal
- Mike Fuller – mestre em engenharia

Créditos adaptados da Qobuz.

## Desempenho nas tabelas musicais
"Sin Pijama" se tornou o terceiro top 10 de G e Natasha na parada Hot Latin Songs dos EUA, onde estreou no número 10, marcando a maior estreia de Natasha na parada. Ele recebeu 5 milhões de streams, 2 milhões de downloads e vendeu 7.000 cópias em sua primeira semana. A música subiu para o número quatro em sua décima quinta semana e alcançou o número 70 na parada da Billboard Hot 100 dos EUA. A canção recebeu certificação de platina pela Recording Industry Association of America (RIAA) dentro de 18 dias após seu lançamento. Fora dos EUA, "Sin Pijama" entrou na parada de singles dos Productores de Música de España (PROMUSICAE) no número 28. Desde então, alcançou o número um, tornando assim a segunda música de G e Natti Natasha no topo da tabela na Espanha. A PROMUSICAE certificou com platina único por vendas de 40.000 unidades na região. Na América Latina, a música chegou ao top 10 das paradas do Monitor Latino em El Salvador (número quatro), Guatemala e Uruguai (número seis), Chile e Nicarágua (número três), Honduras (número oito), e Peru (número dez).

### Tabelas musicais da semana
| Tabela musical (2018–19)                     | Melhor posição |
| -------------------------------------------- | -------------- |
| Argentina (Argentina Hot 100)                | 3              |
| Bélgica (Ultratop 50 de Flanders)            | 20             |
| Bolívia (Monitor Latino)                     | 1              |
| Chile (Monitor Latino)                       | 1              |
| Colômbia (Monitor Latino)                    | 9              |
| Colômbia (National-Report)                   | 11             |
| Costa Rica (Monitor Latino)                  | 4              |
| El Salvador (Monitor Latino)                 | 1              |
| Equador (Monitor Latino)                     | 5              |
| Equador (National-Report)                    | 23             |
| Eslováquia (Rádio Top 100)                   | 35             |
| Eslováquia (Singles Digitál Top 100)         | 27             |
| Espanha (PROMUSICAE)                         | 1              |
| Estados Unidos (Billboard Hot 100)           | 70             |
| Estados Unidos (Hot Latin Songs)             | 4              |
| Estados Unidos (Hot Rap Songs)               | 21             |
| Guatemala (Monitor Latino)                   | 4              |
| Honduras (Monitor Latino)                    | 2              |
| Hungria (Dance Top 40)                       | 8              |
| Itália (FIMI)                                | 80             |
| México (Mexico Airplay)                      | 15             |
| Nicarágua (Monitor Latino)                   | 2              |
| Países Baixos (Single Top 100)               | 97             |
| Paraguai (Monitor Latino)                    | 3              |
| Peru (Monitor Latino)                        | 3              |
| Polônia (Dance Top 50)                       | 15             |
| Portugal (Associação Fonográfica Portuguesa) | 23             |
| Porto Rico (Monitor Latino)                  | 19             |
| República Dominicana (Monitor Latino)        | 2              |
| Romênia (Airplay 100)                        | 6              |
| Suécia (Sverigetopplistan)                   | 11             |
| Suíça (Schweizer Hitparade)                  | 33             |
| Uruguai (Monitor Latino)                     | 6              |
| Venezuela (Monitor Latino)                   | 18             |
| Venezuela (National-Report)                  | 12             |

| Tabela musical (2018)            | Melhor posição |
| -------------------------------- | -------------- |
| Argentina (Monitor Latino)       | 30             |
| Estados Unidos (Hot Latin Songs) | 9              |
| Romênia (Airplay 100)            | 50             |

## Certificações
| Região | Certificação             | Vendas   |
| --- | ------------------------ | -------- |
| Espanha (PROMUSICAE) | 5× Platina               | 200,000* |
| Estados Unidos (RIAA) | 13× Platina              | 780,000‡ |
| México (AMPROFON) | 3× Platina+Ouro          | 210,000* |
| Peru (IFPI Peru) | 2× Diamante + 3× Platina | 138,000^ |
| Polônia (ZPAV) | Ouro                     | 20,000^  |
| Suíça (IFPI Suíça) | Ouro                     | 10,000^  |
| *vendas baseadas apenas na certificação ^distribuições baseadas apenas na certificação ‡vendas+valores de streaming baseados apenas na certificação |                          |          |